# Twisted Metal
Twisted Metal ist eine Rennspieleserie, die ursprünglich von Sony Computer Entertainment und dem dazugehörigen Studio SingleTrac veröffentlicht wurde. Der erste Serienteil erschien 1995 für die PlayStation. Auch die folgenden Titel, die von wechselnden Entwicklerfirmen entwickelt wurden, waren vorrangig als Konsolenspiele konzipiert. Bei der Entwicklung der meisten Teile war maßgeblich der Game Designer David Jaffe beteiligt.
Die Spiele der Twisted-Metal-Reihe stellen eine Kombination von Rennspielen und Shootern dar. Eine beliebige Anzahl an Fahrern tritt auf einem abgesperrten, frei befahrbaren Gebiet an und versucht, sich gegenseitig aus dem Rennen zu schießen. Dazu stehen den Spielern unterschiedlichste Waffen, etwa Raketen, Maschinengewehre, Granaten und Napalm zur Verfügung.
Im Jahr 2012 gab Sony bekannt, einen Spielfilm zur Spieleserie produzieren zu wollen. Als Drehbuchautor wurde Brian Taylor verpflichtet, der bereits an Filmen wie Ghost Rider mitwirkte.

## Spiele

### Twisted MetalundTwisted Metal 2
Die ersten beiden Titel wurden von SingleTrac entwickelt. Sie schnitten bei der Fachpresse gut ab und zählen auch heute noch zu den erfolgreichsten Titeln der Reihe. Allein von Twisted Metal 2 wurden geschätzt 2,4 Millionen Einheiten verkauft.

### Twisted Metal 3undTwisted Metal 4
Wegen Uneinigkeiten zwischen Sony und SingleTrac wurden die nächsten beiden Serienteile von 989 Studios entwickelt. Die Fachpresse kritisierte diese beiden Titel deutlich stärker als die Vorgänger, auch die Verkaufszahlen fielen schwächer aus.

### Twisted Metal: Black
Unter dem Titel Black erschien 2001 der erste Twisted-Metal-Titel für die PlayStation 2. Er wurde von Incognito Entertainment entwickelt, welches sich aus früheren Mitarbeitern von SingleTrac zusammensetzte. Er wurde von der Öffentlichkeit sehr positiv aufgenommen und erzielte Metawertungen im Bereich von 88 bis 92 %.

### Twisted Metal: Small Brawl
Small Brawl erschien im gleichen Jahr wie Black, allerdings nur für die PlayStation. Der Titel wurde für ein jüngeres Publikum konzipiert, schnitt aber in Tests deutlich schwächer als der Vorgänger ab.

### Twisted Metal: Head On
Head On ist der erste PSP-Titel der Twisted-Metal-Reihe. Es ist der erste Serienteil, der einen vollständigen Online-Mehrspielermodus besitzt.

### Twisted Metal
Unter dem Titel Twisted Metal wurde nach mehreren eingestellten Entwicklungen 2012 ein nächster Titel für die PlayStation 3 herausgegeben.